# Fredrik Olofsson
Fredrik Berggren (född Olofsson) är född 10 juli 1986 i Blomdal utanför Umeå. Han har studerat till marknadsförare inom försäljning och affärsutveckling på Academedia i Stockholm. Numera är han bosatt i Röbäck. Fredrik Berggren är förbundsordförande i Sveriges Blåbandsungdom (SBU) sedan 2016 och har haft samma uppdrag åren 2006-2010. Ursprungligen var han barn- och ungdomsledare i Rödåsel inom SBU:s verksamhet.
Från december 2009 till mars 2011 arbetade han som marknadsansvarig på Umeå IK. 